# دهستان بایگان
دهستان بایگان، یکی از دهستان‌های بخش مرکزی شهرستان فیروزآباد در استان فارس ایران است. مرکز این دهستان، روستای بایگان است.

## جمعیت
بر پایه سرشماری عمومی نفوس و مسکن در سال ۱۳۹۵، جمعیت دهستان بایگان برابر با ۵٬۸۰۷ نفر بوده است.